# Transkripce (fonetika)
Fonetická transkripce je nástroj využívaný k analýze lidské řeči. Tento vizuální nástroj je potřebný, protože ortografická podoba jazyka vždy neodpovídá zvukové realizaci. Transkripce se využívá k preskripci, tj. pro popis ideální teoretické výslovnosti, či deskripci, tj. pro popis reálné výslovnosti.
Aby transkripční soustava plnila svůj účel, musí plnit určité požadavky. Měla by být jednoznačná, jednoduchá, univerzální a v případě potřeby by měla jít rozšířit o další znaky. Dodržování těchto požadavků zajišťuje debatu o problémech řečové komunikace bez zbytečných nedorozumění či zdlouhavého vysvětlování, co autor studie má na mysli.
O mezinárodní soustavu, jež požadavky splňuje, pečuje od roku 1886 Mezinárodní fonetická asociace. Péčí o transkripční systém je míněno jeho upravování na základě nových, vědecky podložených poznatků o řeči. I přes veškerou snahu se však Mezinárodní fonetická abeceda (International phonetic alphabet, IPA) pro některé účely zdá příliš komplikovaná. Pokud se jedná o omezenější účel, lze využít zjednodušené transkripce, viz česká fonetická transkripce.
Od fonetické transkripce, která přesně zaznamenává zvuky, které v promluvě zazněly, je třeba odlišovat transkripci fonologickou. Fonologická transkripce upouští od detailního popisu zvukového prvku a přiřazuje jednu, pokud možno jednoduchou značku prvku se systémově distinktivní funkcí.

## Transkripce versus ortografie
V průběhu vývoje písma se v Evropě i ve světě prosadil jako dominantní systém fonografický zápis. Fonografický zápis zavádí spojitost mezi grafémem a zvukovou jednotkou (slabikou či hláskou). Některé jazyky si zachovaly poměrně dobrou korespondenci mezi grafémy a hláskami např. čeština až do dnešní doby, ovšem jiné ji kvůli pravopisným tendencím zastírají. Děje se tak například v angličtině, v níž se slova bough, chough, cough, though and through vyslovují rozdílně, avšak ortografickým zápisem se podobají.
Rozdíl mezi pravopisným zápisem a zvukovou podobou se však může projevit i v jazycích samotných. V různých dialektech se mohou objevovat odlišné variety zvukové podoby, avšak pravopisný standard není schopen zachytit.
Transkripce se může hodit i pro zaznamenání výslovnosti přejatých slov. Výchozí i cílový jazyk přirozeně můžou využívat jiný soubor jak grafémů, tak hlásek. Výpůjčky, tj. přejatá slova, se v průběhu adaptace v cílovém jazyce zvukově přizpůsobí, avšak ke grafické změně již nedojde, např. voucher se v angličtině vyslovuje [vaʊt͡ʃər], zatímco po příchodu do češtiny se výslovnost adaptovala na [vou̯t͡ʃɛr], ortografický zápis se nijak nezměnil.

## Typy transkripce

### Impresionistická
Impresionistická transkripce zachycuje všechny různé aspekty zvukového projevu v segmentální i suprasegmentální rovině např. hláskové detaily, typ fonace, melodie. Tento typ se využívá především při popisu nově objevených či málo probádaných jazyků.

### Systematická
Systematická transkripce se užívá při popisu známých jazyků. Zachycuje jen relevantní zvukové jevy, např. v češtině není potřeba zaznamenávat výšku tónu, jelikož nemá distinktivní funkci. Systematickou transkripci můžeme dále dělit na úzkou a širokou.

## Široká vs. Úzká
Zápis řeči se může lišit i v tom, kolik informací chceme zaznamenat, proto můžeme transkripci rozdělit na širokou a úzkou.
Široká transkripce, tj. fonémická, zaznamenává obecný segmentální popis, který zachycuje pouze distinktivní prvky daného jazyka. Uvádí se v lomených závorkách, např. fonémický přepis v transkribované podobě vypadá takto /fonɛːmɪt͡skiː pr̝ɛpɪs/.
Jestliže chceme zaznamenat konkrétnější výslovnost, můžeme využít transkripce úzké, tj. nazývané jako fonetické či alofonické. Tento typ transkripce využívá hranaté závorky a zaznamenává více detailů. Ve fonetické transkripci již například zapíšeme znělost či neznělost u obstruentů, kde jeden z dvojice nemá fonologickou platnost. Jako příklad může být uvedeno české ř, kde široká transkripce slov přece a řece bude vypadat stejně /pr̝ɛt͡sɛ/ a /r̝ɛt͡sɛ/, ale v zápisu úzkém už se budou lišit [pr̝̊ɛt͡sɛ] a [r̝ɛt͡sɛ]. Obdobná situace je i u českého ch, kde ve slovním spojení bych byl v široké transkripci /bɪxbɪl/ napíšeme značku označující neznělé ch, ovšem v široké bude znak pro znělou velární frikativu [bɪɣbɪl].
Pro zachycení větší míry zvukového detailu se pro zápis v IPA zavedla diakritika, diakritikou lze zaznamenat v češtině například i explozivy bez detenze [p̚] při oslabené výslovnosti např. ve slovu transkripce [traskrɪp̚cɛ].
Čím méně detailů, tím je transkripce takzvaně širší a naopak. Dle Lavera, když hovoříme o široké a úzké transkripci, hovoříme o kontinuu, zatímco transkripce fonémická a fonetická má binární charakter. Tato terminologie má nejspíše motivaci v šíři interpretačního prostoru. Čím více podrobností je zachyceno, tím jasnější je interpretace zápisu a tím je menší prostor pro spekulace. Avšak nutně to nedělá z úzké transkripce tu výhodnější, u určitých problémů je lepší od detailů odhlížet.

## Transkripční soustavy
K transkripci může sloužit jakýkoli soubor značek, který splňuje podmínku jednoznačného vztahu mezi grafickou a zvukovou rovinou. Jak již bylo zmíněno výše, soustava by měla být také jednoduchá, univerzální a v případě potřeby by měla jít rozšířit o další znaky. Transkripční soustavy lze rozdělit do dvou skupin.

### Alfabetické soustavy
Využívají jako základ běžné abecedy, nejčastěji je latinka, ale lze je rozšířit o grafické znaky z jiných soustav, např. znaky řecké abecedy např. α, β, kombinací dvou znaků, např. æ, či modifikací už existujícího symbolu, např. ŋ. U alfabetických soustav je přesně vymezen vztah mezi transkripčním symbolem a hláskou. 
Mezi alfabetické soustavy patří i Mezinárodní fonetická abeceda (IPA), jejíž první verze vznikla roku 1886 pod záštitou Mezinárodní fonetické asociace. Smyslem IPA je poskytnout soustavu značek, která by umožňovala transkripci každého jazyka stejným souborem transkripčních symbolů, nabídla možnost sjednotit fonetické transkripce vědců z různých oblastí světa, usnadnila tak srovnávání jazyků navzájem, případně zabránila zbytečným diskuzím o tom, jaký symbol značí, jakou hlásku. Tato alfabetická soustava je stále aktualizována a doplňována. 
K alfabetických soustavám se řadí i všechny zjednodušené formy transkripce, které vznikly na bázi IPA či vychází z běžných pravopisných soustav. Pro účely strojového čtení byla vytvořena soustava SAMPA, která se využívá v oblasti syntézy řeči a rozpoznávání řeči.

### Nealfabetické soustavy
Používají značky, které jsou zavedeny právě za účelem transkripce a nevycházejí z běžné abecedy. Naznačuje se v nich artikulační nebo akustická příbuznost hlásek, buď tvarem značky, tj. ikonické (např. Bell, Sweet, Kloster-Jensen), nebo pomocí komplexní formule, tj. formulaické (Jespersen, Pike).
Vizuální řeč Alexandra Melville Bella z roku 1867:

Formulaická transkripce Otta Jespersena z roku 1913:
[p]: α0aβ"δ0ɛ3; [b]: α0aβ"δ0ɛ1; [t]: α"β0feδ0ɛ3; [d]: α"β0feδ0ɛ1; [s]: α1cβ1feδ0ɛ3; [z]: α1cβ1feδ0ɛ1